# Wspólnota administracyjna Geyer
Wspólnota administracyjna Geyer (niem. Verwaltungsgemeinschaft Geyer) – wspólnota administracyjna w Niemczech, w kraju związkowym Saksonia, w okręgu administracyjnym Chemnitz, w powiecie Erzgebirgskreis. Siedziba wspólnoty znajduje się w mieście Geyer.
Wspólnota administracyjna zrzesza jedno miasto oraz jedną gminę: 
- Geyer
- Tannenberg